# Giovanni Battista Balestra
Giovanni Battista Balestra (Bassano del Grappa, 1774 – Roma, 1842) è stato un incisore italiano.

## Biografia
In giovane età entrò nello stabilimento dei Remondini dove si specializzò nell'incisione in rame per stampe popolari. 
Nel 1803, seguendo l'esempio dei concittadini Giovanni Volpato e Giovanni Folo, si stabilì a Roma. Qui fu accolto nello studio del Folo e affinò la propria arte per riprodurre le opere di illustri pittori quali Raffaello, il Veronese, il Sassoferrato e il Guercino. Tuttavia, si distinse meglio nella riproduzione di sculture, in particolare quelle di Antonio Canova che conobbe personalmente.